# Lvivszke
A Lvivszke (ukránul Львівське) az egyik legrégebbi ukrán sörmárka, amelyet 1715 óta gyárt a Lviv Sörfőzde (ma PJSC Carlsberg Ukraine, amely a Carlsberg Group sörfőzdei csoport része).

## Történelem
Az első ipari sörfőzde Lvivben 1715-ben jelent meg, miután Stanislaw Potocki lengyel gróf engedélyt adott ki a jezsuita szerzeteseknek, hogy sörfőzdét építsenek Lviv Krakkó nevű külvárosában. Ezt a dátumot tekintik a Lviv sörgyár tevékenységének kezdetének. Jelenlegi tulajdonosai a Lvivszke sör megjelenésének dátumaként szerepeltetik (valójában már a szovjet időszakban védjegy státuszt kapott). Miután a jezsuita rendet megfosztották minden jogától és kiváltságától, a Lviv sörgyár a Lviv Sörgyárak Részvénytársasága lett.
A Szovjetunió idején a Lviv sörfőzde az állam tulajdonába került, és átkeresztelték Kolos üzemévé. Ugyanakkor a Lvivszke sör megkapta hivatalos nevét és védjegyét. A Lvivszke megőrizte referenciaértékét, és a Szovjetunió legjobb sörévé vált.
A Szovjetunió összeomlása után a kolosi gyárat újból Lviv Sörfőzdének nevezték el, amely 1999-ben a Baltic Beverages Holding társaság része lett, 2008 óta a Carlsberg Csoport tulajdonában van.
2015-ben ünnepelte 300. évfordulóját.
A Lvivszke márka számos esemény és fesztivál szponzora, beleértve a 2012-es labdarúgó-Európa-bajnokságot, a 2017-es Eurovíziós Dalfesztivált és másokat.
2018-ban a Lvivszke Dunkel elnyerte a kelet-európai sördíjat mint a legjobb sötét lager.
2016–2018-ban a márka részesedése az ukrán piacon (pénzben kifejezve) 9-10% körül ingadozott. 2020 végén a márka először lett piacvezető, 14,6%-os részesedéssel.
2021 januárjától a Lvivszke lett az ukrán labdarúgó-válogatott új nemzeti támogatója. Együttműködési megállapodást írtak alá az Ukrán Labdarúgó-szövetséggel a következő 4 évre.